# Pilar (Buenos Aires)
Pilar es una ciudad del noroeste de la provincia argentina de Buenos Aires, cabecera del partido homónimo. Forma parte del Área Metropolitana de Buenos Aires,y se encuentra a 54 km de la Ciudad Autónoma de Buenos Aires por el acceso norte ramal al Pilar, Ruta 8.

## Historia
Antes de la designación del primer Cabildo de la Villa de Luján en 1755, las tierras que hoy constituyen el partido del Pilar, pertenecían administrativamente al Cabildo de Buenos Aires. En 1774 fue nombrado Alcalde de la Santa Hermandad, Don Ventura López Camelo y es en esta época cuando la zona comienza a denominarse partido del Pilar. 
En febrero de 1820 el partido del Pilar fue sede del primer acuerdo institucional que proyecta a la Argentina como un país federal. Este acuerdo, rubricado en la primitiva capilla del Pilar, fue el famoso Tratado del Pilar y significó el origen del federalismo nacional, razón por la cual se conoce al partido como la “cuna del federalismo”. De esta manera, se puso fin a la guerra entre las provincias de Entre Ríos y Santa Fe contra la de Buenos Aires.
En octubre de 1864, se produce la demarcación de límites de los partidos de la provincia de Buenos Aires, quedando delimitado el partido del Pilar.
Con el tendido de la red ferrovial a fines del siglo XIX, las vías y sus estaciones se constituyeron los estructurantes de los corredores y fueron delineando la expansión y el crecimiento de las áreas urbanas y metropolitanas de Buenos Aires.
En 1931 se instala en Pilar el primer banco, fue el Banco Provincia que a pedido de Antonio Pagani y otros vecinos se inaugura en un edificio propiedad de Antonio Pagani quien lo adapta a las necesidades del banco, se lo alquila con un contrato por cuatro años. Anteriormente los vecinos debían ir a los bancos Provincia de Luján o Exaltación de la Cruz.
En el año 1934 el partido vuelve a cobrar un nuevo impulso con la pavimentación de la ruta 8, este hecho, junto con la aparición de nuevos medios masivos de transporte, el crecimiento del parque automotor privado y la reformulación de la red de autopistas convirtieron al área metropolitana en lugar adecuado para el desarrollo residencial.
En la década de 1970 se instala el primer Parque Industrial de la zona motivado por la mejora de la accesibilidad y se promulga una ley provincial que exige el traslado de las industrias a 60 km de la Capital Federal.
Tanto el Parque Industrial como el crecimiento del área del Pilar fueron impulsados a partir de la construcción del Acceso Norte en los años 1960. Esta vía rápida de comunicación con la Capital atrajo la radicación de casas-quintas de fin de semana y luego, desde 1992, la nueva Panamericana, que posee una extensión de 19,3 km en el partido, ha sido el motor del último desarrollo del Pilar.

## Fiestas

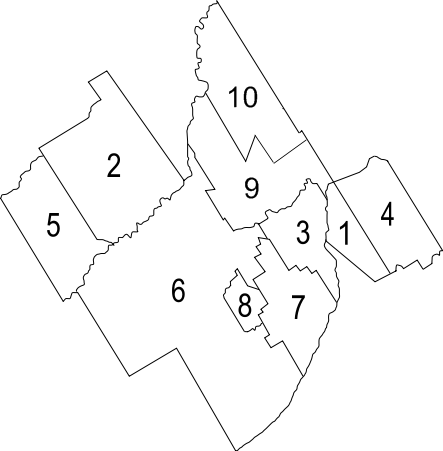
Localidades del Pilar
1: Del Viso; 2: Fátima; 3: La Lonja; 4: Manuel Alberti; 5: Manzanares; 6: Pilar; 7: Pte. Derqui;
8: Villa Astolfi; 9: Villa Rosa; 10: Zelaya

Firma del Tratado del Pilar. Se festeja el 23 de febrero, aniversario del acuerdo de paz firmado por Manuel de Sarratea, Gobernador de Buenos Aires; Estanislao López, Gobernador de Santa Fe; y Francisco Ramírez, Gobernador de Entre Ríos, en 1820, mediante el cual Argentina sentó las bases del sistema federal de gobierno. Pilar recuerda el histórico pacto con actos protocolares, conferencias y festivales artísticos, entre otras actividades.
Virgen del Pilar. Cada 12 de octubre, se celebra la fiesta patronal de la Virgen del Pilar. Se recuerda cuando, en 1729, una vecina del primitivo pueblo expuso al culto público una imagen de la Virgen en una capilla erigida en su propiedad. Además de las actividades litúrgicas, entre las que se destaca la multitudinaria procesión con la imagen venerada, la Municipalidad del Pilar organiza un desfile cívico-militar del que participan las fuerzas vivas del distrito, instituciones educativas, sociales y deportivas, centros tradicionalistas y escuelas de danzas nativas, entre otras organizaciones sociales.[cita requerida]
Fiesta Provincial del Locro. Es un evento celebrado en la localidad de Zelaya para homenajear y promover la gastronomía local y en particular el plato tradicional del locro. Estas fiestas suelen llevarse a cabo generalmente durante los meses más fríos (julio o agosto). Se busca resaltar la identidad cultural y promover el turismo de cercanía y rural, ya que estas festividades a menudo atraen a visitantes de otras regiones.

## Turismo

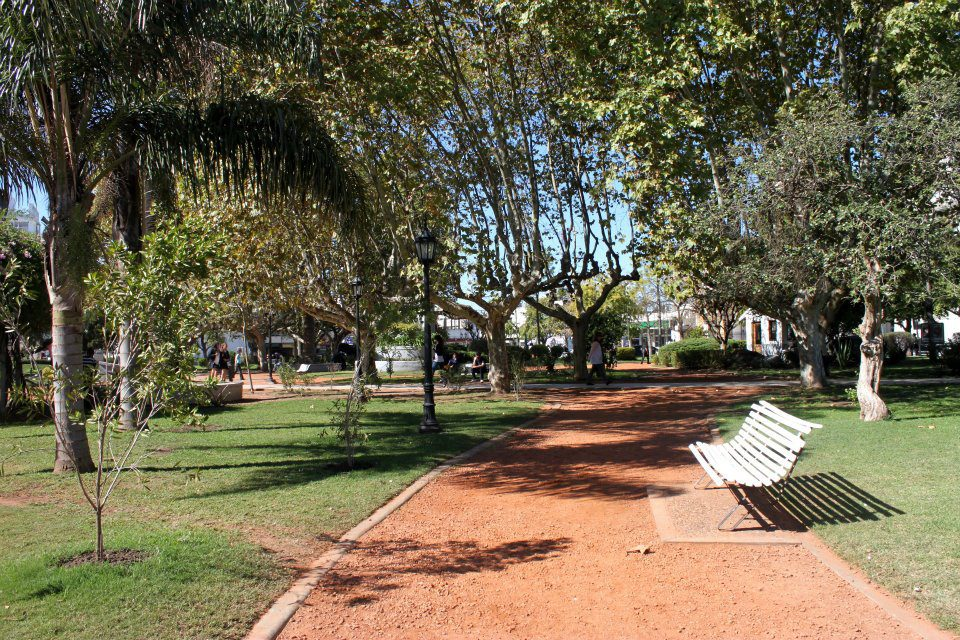
Plaza 12 de octubre

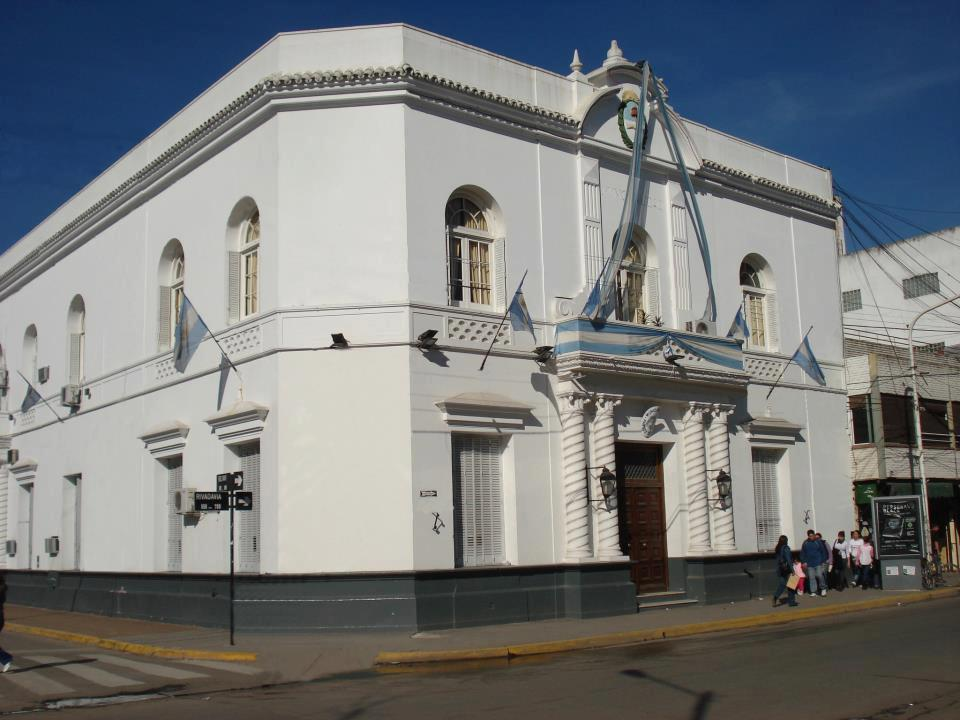
Palacio Municipal del Pilar

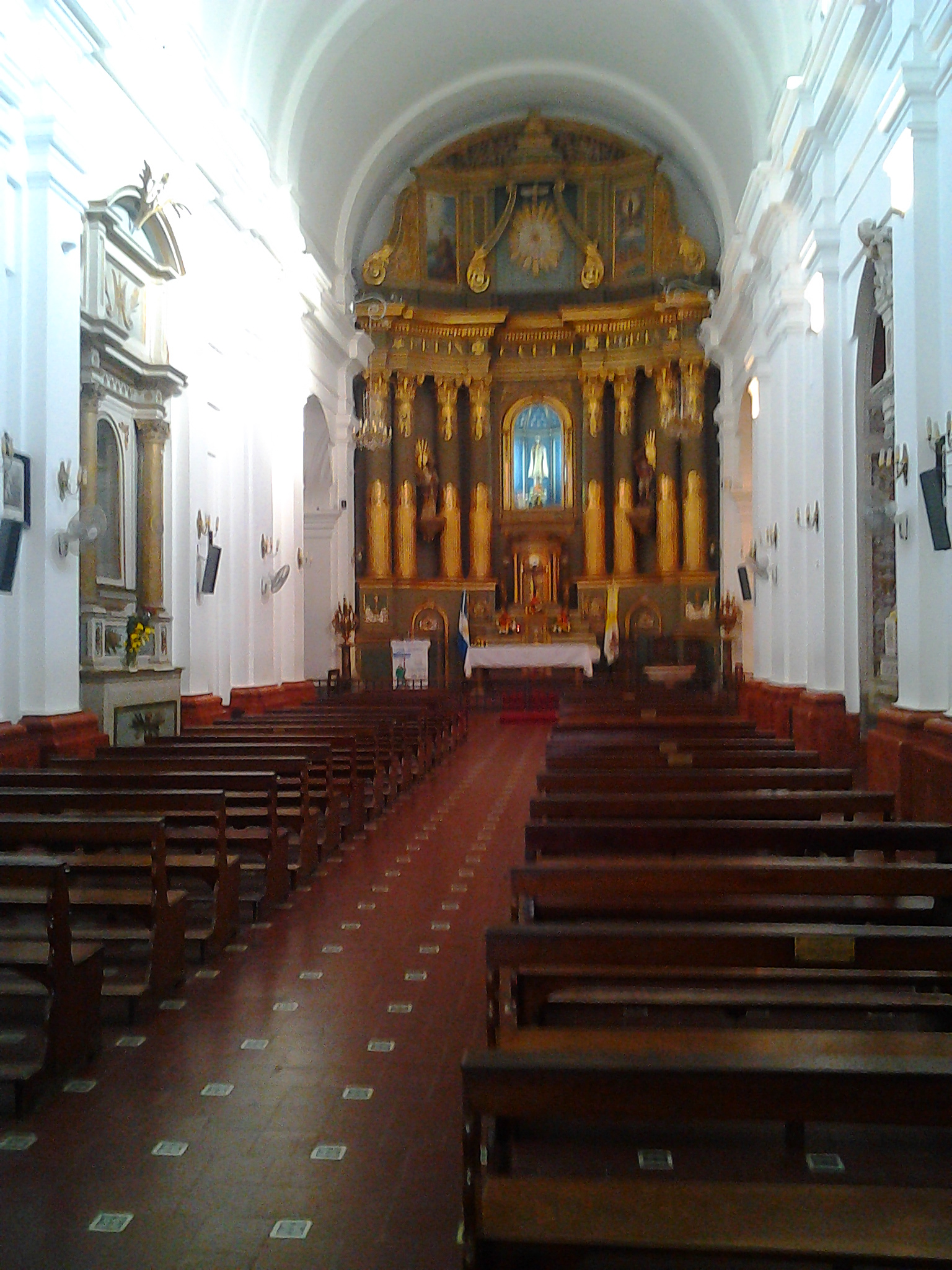
Interior de la Parroquia del Pilar

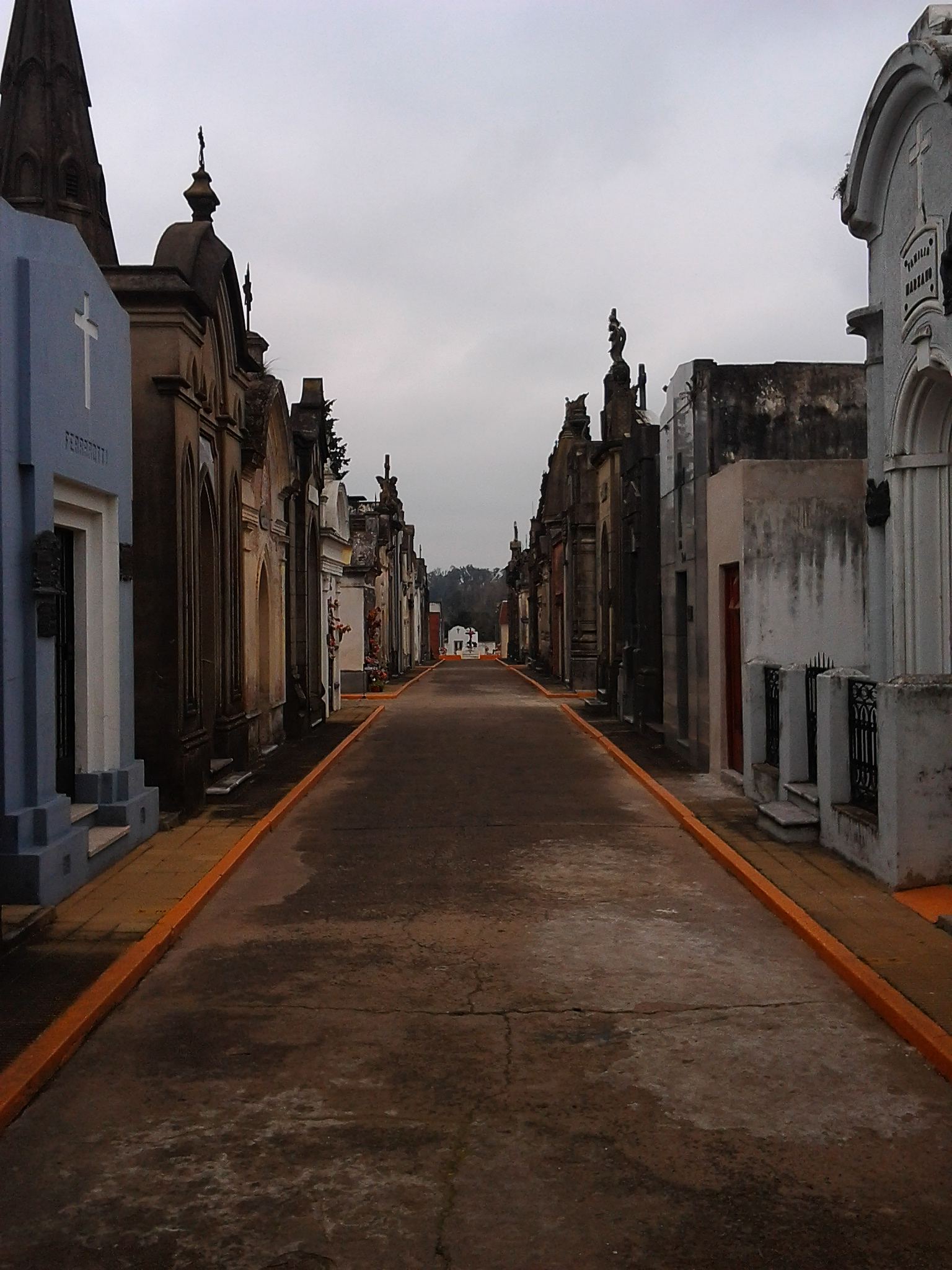
Cementerio del Pilar

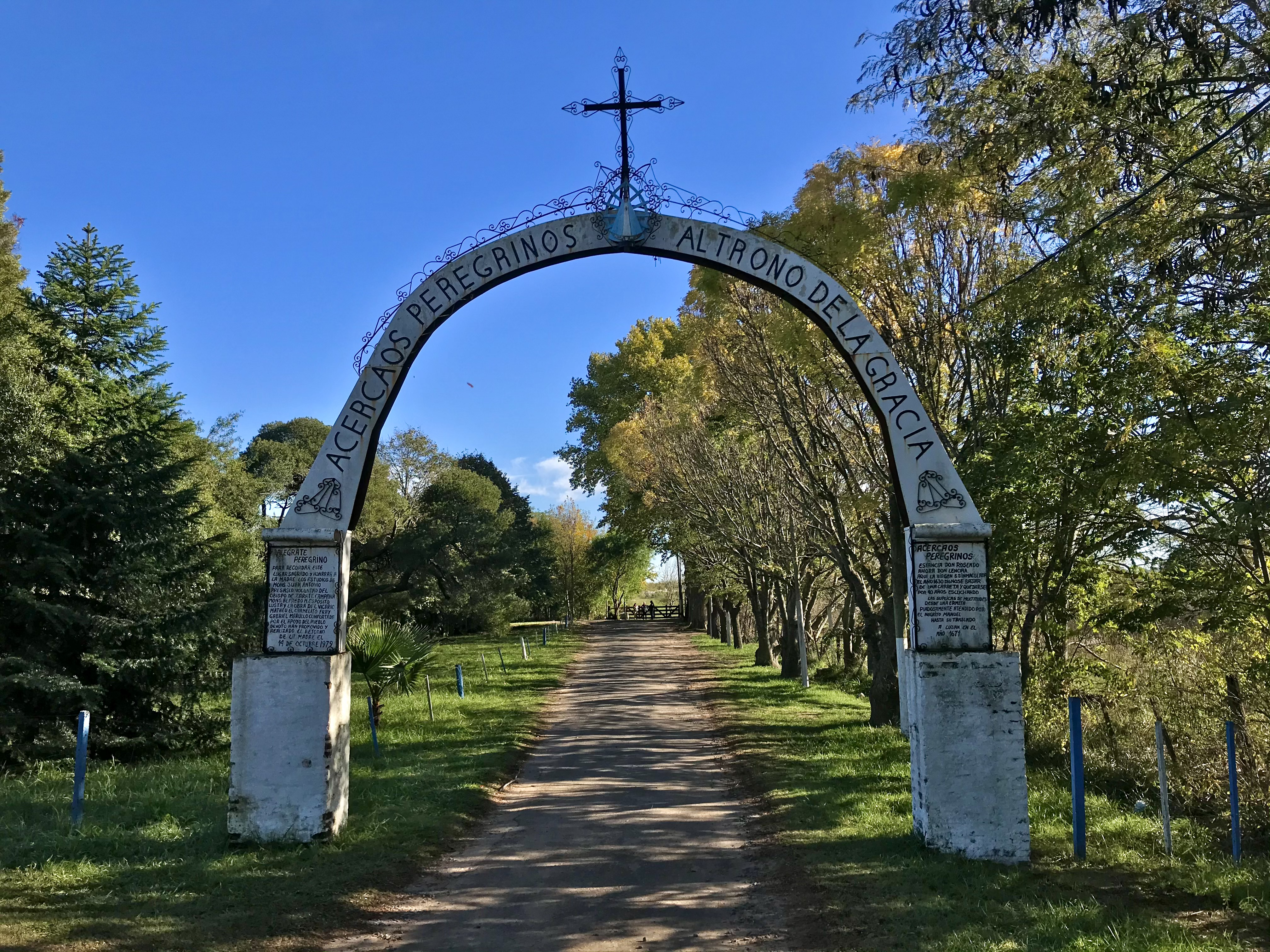
Entrada al oratorio Lugar del Milagro que recuerda el Milagro de Nuestra Señora de Luján en el año 1630, en la Histórica localidad rural de Zelaya.

Pilar es una elegante ciudad en el noreste de la provincia de Buenos Aires, y constituye un importante centro urbano en desarrollo permanente. No obstante, su atractivo turístico sigue dado por la belleza de su entorno rural.
Algunas localidades del Pilar con interés turístico son:
- Zelaya - Ofrece: Pueblo, tradición, historia, religión, tranquilidad y área rural.
- Manzanares - Ofrece: Pueblo, historia, tradición y área rural.

- Plaza 12 de octubre, la Plaza del Pilar fue declarada Monumento Histórico Nacional, por Ley Nacional 120.411, promulgada el 21 de mayo de 1942. La ciudad posee un diseño urbano en torno a una plaza rectangular que a su vez da origen a la traza de las calles y un amanzanamiento cuadricular. En el perímetro exterior de la Plaza se han plantado entre 1958 y 1962, 62 Ginkgos biloba de los que perduran 58. Este árbol asiático milenario es una especie vegetal antigua del planeta y tiene múltiples propiedades medicinales.

- Tratado del Pilar, la firma del Tratado del Pilar, el 23 de febrero de 1820, significó el origen del sistema federal de gobierno. Por este hecho relevante se conoce al partido como «cuna del federalismo». El pacto, rubricado en la primitiva capilla del Pilar por Francisco Ramírez, Estanislao López y Manuel de Sarratea, puso fin a la guerra entre las provincias de Entre Ríos y Santa Fe contra la de Buenos Aires.

- Palacio Municipal, su piedra fundamental fue colocada en 1896 por el gobernador de la Provincia de Bs. As. Guillermo Udaondo. El primer Intendente Municipal fue Tomás Márquez. En su parte posterior hay cuatro calabozos.

- Parroquia Nuestra Señora del Pilar, comenzó a construirse en el año 1821 bajo la dirección del arquitecto José Villa, usando barro en una primera etapa. La bóveda de la nave principal y los pisos superiores se hicieron a partir de 1840. La obra fue interrumpida luego hasta el año 1854 y continuó hasta su conclusión dirigida por el Arq. Roque Petrocchi. Fue declarado Monumento Histórico Nacional por ley 24.412 el 7 de diciembre de 1994.

- Museo Histórico Alcalde Lorenzo López, el museo conserva y expone piezas históricas y religiosas del partido del Pilar. se pueden apreciar documentos y vestigios de diverso origen que atesoran el recuerdo de personas y hechos que enorgullecen a los pilarenses. Se destacan objetos vinculados con la firma del “Tratado del Pilar”.

- Cruz del Pilar, sobre el origen de la “Cruz Del Pilar”, que se ubica en la esquina de la intersección de las calles Pedro Lagrave y Paraná, existen dos opiniones históricas. Por un lado, en el año 1790 arribaron a Buenos Aires, procedentes de España, religiosos misioneros evangelizadores que se dirigían hacia el Norte para predicar la palabra de Dios, hicieron un alto en este paraje y levantaron una cruz hecha con troncos, para efectuar sus oraciones de sanación de los hermanos enfermos y protección durante el viaje, oficiándose en el lugar la Santa Misa. La otra versión expresa que dicha cruz fue punto de referencia del asentamiento poblacional al trasladarse el pueblo a su nuevo emplazamiento. Con las primeras construcciones de casas de ladrillos, la antigua cruz de madera fue reemplazada por una de mampostería.

- El Lugar del Milagro, la Estancia de Rosendo, lugar donde sucedió el Milagro de la Virgen de Luján en 1630, estaba ubicada en la actual localidad de Zelaya. Allí, se encuentran dos hitos que hacen de referencia al Milagro de la Virgen. Al primero se ingresa por una calle que posee en su inicio un arco y cuyo camino se encuentra enmarcado por un Vía Crucis que culmina en un pequeño altar con la imagen de la Virgen de Luján. La Secretaría de Cultura de la Nación declaró a este predio Lugar Histórico Nacional. El segundo lugar que venera a la Inmaculada es un predio por el cual se ingresa por medio de una tranquera ubicada en el lateral izquierdo del arco mencionado anteriormente. En su interior se encuentra una antigua capilla de adobe con una imagen de la Inmaculada en tiempo del Milagro.

- Polo y Golf, en Pilar, Capital Nacional del Polo, funciona la Asociación Argentina de Polo con sede en el Castillo de Pando-Carabassa, construido a fines del siglo XIX, sobre terrenos donados por el Rey Carlos III. El predio cuenta con nueve canchas y es la sede de los torneos más importantes del país. Además, el partido cuenta con doscientas canchas y catorce de los mejores jugadores del mundo viven en el distrito. En la localidad de Fátima se encuentra el Pilar Golf, importante predio para la práctica de este deporte. Otras canchas de importancia son Mailing, MARTINDALE C.C. , Highland, Golfer´s, Los Lagartos, Cuba.

- Parque Industrial es el más grande de Sudamérica y alberga 200 empresas nacionales e internacionales. Toda esta amplia gama de compañías mueven el turismo corporativo, ayudando al crecimiento de los hoteles de la zona.

- Centro Comercial km 50, Shoppings, complejo de cines, lugares para el esparcimiento de grandes y chicos. En el complejo Cinepolis, además de ver películas en sus 8 salas y recorrer un variado paseo de compras se erige el Bingo Oasis. A la vera de la ruta se erige el Vagón de Información turística del Pilar. Por otro lado, Las Palmas del Pilar, un shopping con un centenar de locales, el Hipermercado Jumbo y Easy, 2500 cocheras, patio de comidas para 700 personas, entre otros servicios. También se encuentra el shopping Torres del Sol, con alrededor de 180 locales comerciales, aproximadamente 30 restaurantes y bares. Acceso Norte km 50, a derecha e izquierda. También se encuentran otros centros comerciales más pequeños, tales como La escala en el km 46.5, Paseo Pilar en el km 43 de la Panamericana Ramal al Pilar.

- Reserva natural del Pilar, a fines del año 2002 surge la iniciativa de crear en el partido del Pilar un espacio natural donde se preserve el medio ambiente y se protejan las especies nativas que allí habitan. El 20 de agosto de 2003 se promulgó el decreto Municipal para la declaración de Reserva Natural Urbana a cinco parcelas ubicadas detrás de la exfábrica Militar y lindando con la ribera norte del Río Luján, totalizando 146 has., por este mismo decreto se declaró de interés ecológico municipal para la conservación de la flora y fauna otras 123 hectáreas próximas a las anteriores. La reserva cuenta con distintos ambientes: lagunas permanentes de baja profundidad con predominio de juncos y catay, un duraznillar inundado, una franja de dos km de largo en la ribera del río Luján y una tosquera inactiva con talas de gran porte. Es posible observar más de 60 especies de aves, comadrejas, liebres, coipos, zorrinos y anfibios y reptiles.

## Deporte
El club Real Pilar participante de la Primera C, cuarta categoría del fútbol argentino es el club más importante de la ciudad. El apodado “monarca” disputa sus partidos como local en el Estadio Municipal de Pilar-Carlos Barraza.
Atlético Pilar que participa en la Liga Argentina, segundo nivel del básquet argentino es la otra presencia de la ciudad en un campeonato nacional.

## Transporte
La mayoría de los habitantes de Pilar se mueven en autos, pero cuenta también con colectivos para dentro o fuera de la ciudad y hasta paradas de tren.

## Parroquias de la Iglesia católica en Pilar
| Arquidiócesis       | La Plata                                                                                                  |
| Diócesis            | Zárate-Campana                                                                                            |
| Parroquias en Pilar | Nuestra Señora del Pilar, Nuestra Señora de las Gracias, Nuestra Señora de la Paz y San Francisco de Asís |

## Medio de comunicación
La ciudad de Pilar cuenta con una amplia cobertura de medios de comunicación locales. Entre ellos podemos nombrar:
Gráficos:
El Diario Regional de Pilar
Resumen
Diarios Digitales:
Pilar de Todos
Pilar Noticias
Periódico del Pilar
El Termómetro
Radios:
FM La Única Radio 94.7
FM Estudio 2 105.9
Fm Plaza 92.1
Fm Faro 90.5
Radio X Pilar
FM Estación Pilar
Radios Mas Pilar
TV:
Telered
Telviso